# Seamen’s Bethel

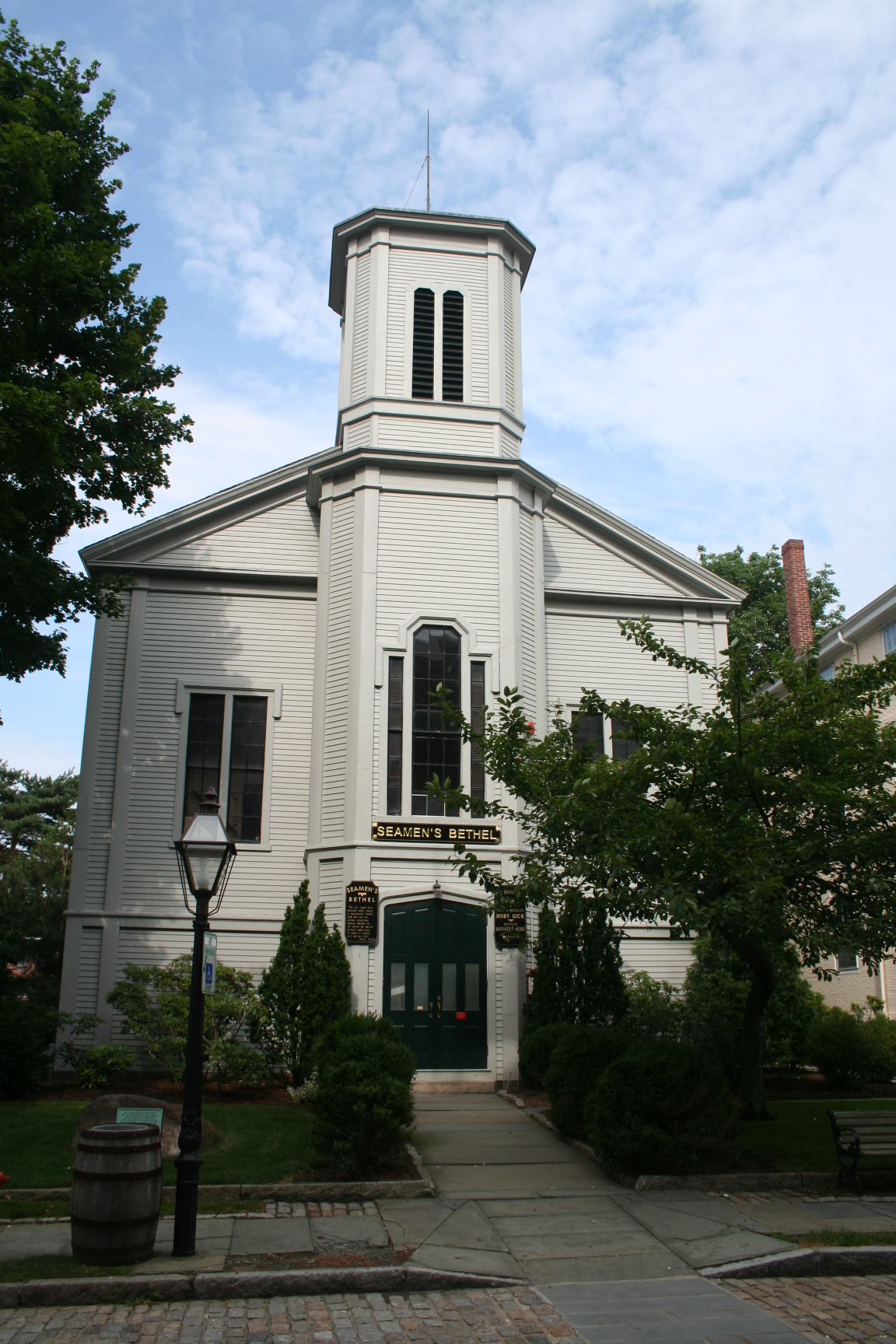
Seamen’s Bethel im Jahr 2006

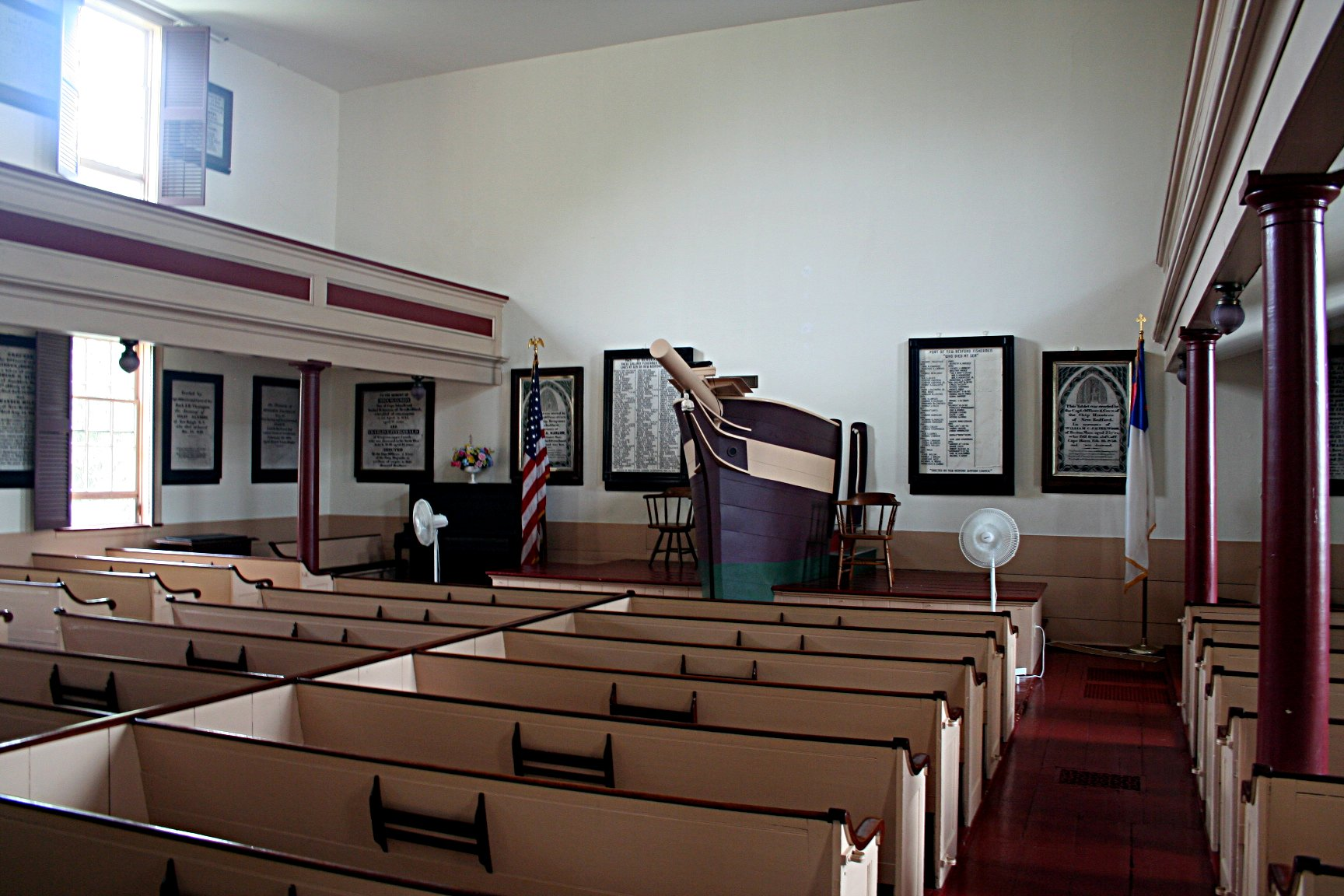
Innenraum

Die Seamen’s Bethel ist ein konfessionsloses, als Seemannskirche konzipiertes Kirchengebäude in New Bedford im Bundesstaat Massachusetts  in den Vereinigten Staaten. Es wurde 1832 erbaut und ist Contributing Property zum New Bedford Historic District.

## Geschichte
Die Bezeichnung Bethel („Haus Gottes“) bezieht sich auf die alttestamentliche Erzählung von Jakobs Traum von der Himmelsleiter (Gen 28,10–22 ). Im Hebräischen bedeutet „Beth“ Haus und „El“ Gott.
Da die Einwohner von New Bedford der Meinung waren, das Benehmen der Walfänger würde „der Würde und der guten Ordnung [ihrer] Gemeinschaft schaden“, gründeten sie 1830 die Organisation New Bedford Port Society for the Moral Improvement of Seamen, die Gottesdienste für Seeleute anbot, bevor diese auf eine Fangfahrt gingen. Diese fanden entweder unmittelbar am Wasser oder im dafür kaum geeigneten Rathaus statt. 1832 wurde daher neben dem Seamen’s Home die Kirche Whalemen’s Bethel errichtet. Bis heute finden dort konfessionsübergreifende Gottesdienste statt.
Zu den Teilnehmern des Gottesdienstes zählte von Dezember 1840 bis zum Januar 1841 auch Herman Melville. Die von ihm genutzte Kirchenbank ist heute entsprechend markiert. An den Seitenwänden der Kirche befinden sich Kenotaphe, die an auf See umgekommene Walfänger erinnern.
Herman Melville erwähnt die Seamen’s Bethel in seinem Roman Moby-Dick, wodurch sie große Bekanntheit erlangte. Die dort von ihm erwähnte Kanzel hingegen gab es ursprünglich nicht in der von ihm beschriebenen Form als Schiffsbug. Doch Touristen, die das Buch gelesen oder die (in Irland gedrehte) Verfilmung aus dem Jahr 1956 gesehen hatten, beschwerten sich so lange über das Fehlen der Kanzel, bis die New Bedford Port Society 1961 beschloss, diese nach Melvilles Idee umzubauen.